# Calocybe gambosa
Calocybe gambosa (Fr.) Donk, Nova Hedwigia, Beih. 5: 43 (1962).
Il Calocybe gambosa, già Tricholoma georgii, chiamato comunemente prugnolo (pronuncia /pruɲˈɲɔlo/), matura secondo la tradizione popolare il 23 aprile, giorno della ricorrenza di San Giorgio,  ma può anticipare o posticipare la sua comparsa anche di alcune settimane, a seconda dell'altitudine o dell'andamento stagionale.

## Descrizione della specie
Cappello 

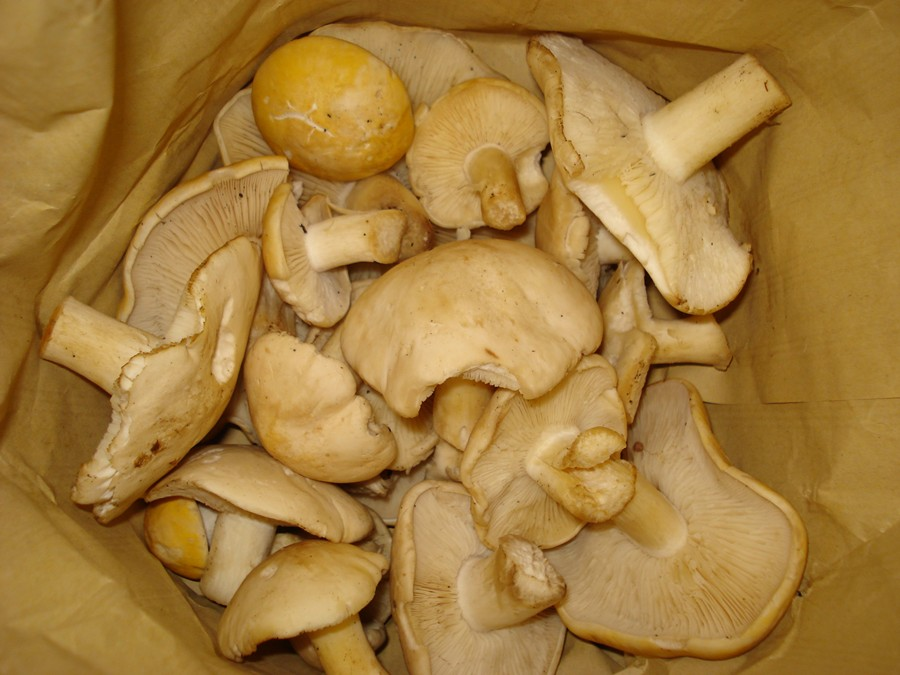
Funghi prugnoli

Nella prima fase dello sviluppo, il cappello sembra intimamente saldato al gambo e di forma rotondeggiante, poi prende forma emisferica, convessa pianeggiante, infine quasi piana; è tipicamente bianco, ma si possono trovare esemplari di color nocciola chiaro, simile alla crosta di pane, liscio, con il margine involuto; diametro 5-10 cm con cuticola facilmente staccabile.
 Lamelle 
Smarginate al gambo oppure sinuoso-uncinate, fitte, intercalate da lamellule, di colore bianco tendenti al crema negli esemplari adulti, con filo irregolare.
 Gambo 
Sodo, massiccio, talvolta tozzo, assottigliato alla base, misura da 3-8 × 1-3 cm. Di colore biancastro, talvolta con sfumature rosacee verso la base.
 Microscopia 
Spore: bianche in massa, lisce, ovato-ellittiche, 4-6 × 3-4 µm.
Basidi: clavati, tetrasporici, con giunti a fibbia 17-22 × 4-5 µm.
 Carne 
Molto soda e compatta, bianca.
- Odore: molto grato, di farina lievitata.
- Sapore: analogo.

## Habitat
È un fungo saprofita, cresce in primavera, da aprile a maggio, nei prati o ai margini del bosco, spesso in cerchi. Lo si trova di sovente tra i cespugli di piante spinose come il biancospino (Crataegus monogyna), la rosa canina, il ginepro e il prugnolo (Prunus spinosa) da cui deriva il nome volgare prugnolo oppure spinarolo.

## Commestibilità
Eccellente, il fungo primaverile più apprezzato e ricercato, ben si presta ad essere conservato sott'olio.

### Note

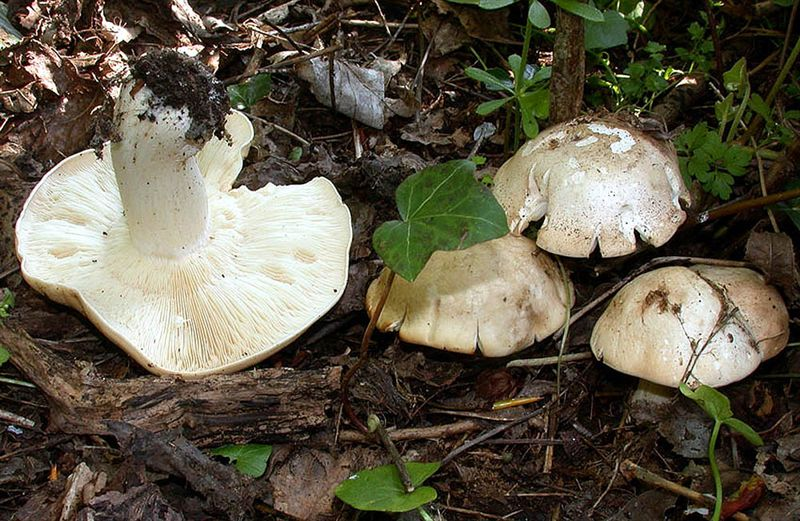
Gruppo di funghi di San Giorgio

## Specie a rischio
In alcune zone d'Italia la sua presenza è stata gravemente ridotta a causa della raccolta troppo intensiva e dalle metodiche spesso distruttive. Anche nelle zone dove è reperibile, sta diventando sempre più raro.
Infatti, dato che spesso questa specie cresce sotto cespugli o pruni selvatici (spinosi), i cercatori senza scrupoli sono soliti aiutarsi con utensili simili a "rastrelli"; operando in tal modo, non solo raccolgono i carpofori ma finiscono inevitabilmente per distruggere le micorrize presenti nel terreno. Oltre a ciò troppo spesso vengono raccolti esemplari troppo giovani e quindi la sporulazione non può avere luogo.

## Specie simili

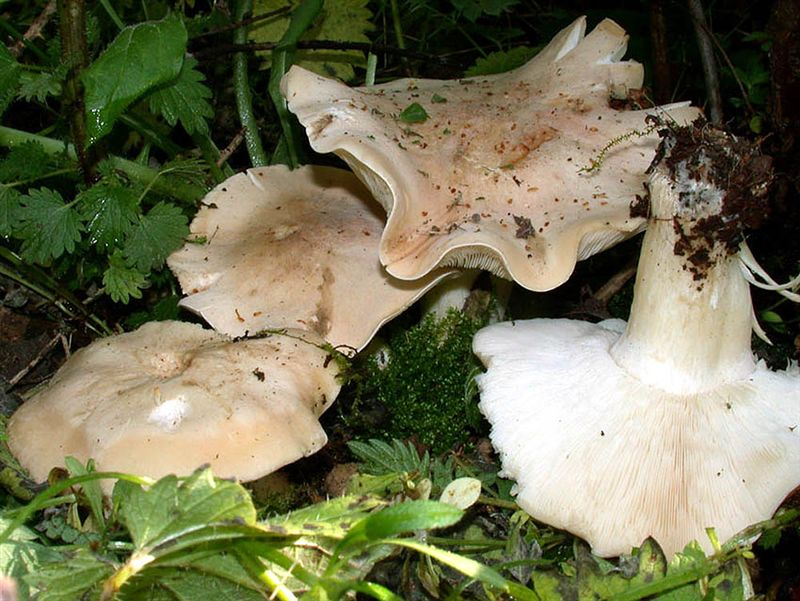
Altra foto di C. gambosa

- Inosperma erubescens (velenoso)

## Nomi comuni
- Fungo di San Giorgio
- Fungo della Saetta
- Maggengo
- Maggiolino
- Marzolino
- Prugnolo
- Spinerolo
- Spignolo / Spignolone
- Virno
- Spinaròeu (Parma e provincia)
- Masin (Liguria di ponente)
- Giorgetti (Valdagno-Vicenza)
- Giorgi (Valdagno-Vicenza)
- Musciaroni (Potenza e parte della provincia)
- Musciarùhe (Alto Jonio Cosentino)
- Giassina (Entroterra della Valle Impero - IM)

## Sinonimi e binomi obsoleti
- Agaricus albellus DC., Fl. Fr. 5 (1815)
- Agaricus aromaticus Roques
- Agaricus gambosus Fr., Systema mycologicum (Lundae) 1: 50 (1821)
- Agaricus georgii L., Species Plantarum 2 (1753)
- Calocybe georgii var. aromatica (Roques) Pilát, Česká Mykol. 19: 215 (1965)
- Calocybe georgii var. gambosa (Fr.) Kalamees, Z. Mykol. 60(2): 360 (1994)
- Lyophyllum gambosum (Fr.) Singer, Annales Mycologici 41: 96 (1943)
- Tricholoma gambosum (Fr.) Gillet, Führer Pilzk.: 131 (1871)
- Tricholoma georgii (L.) Quél., Mém. Soc. Émul. Montbéliard, Sér. 2 5: 44 (1872)

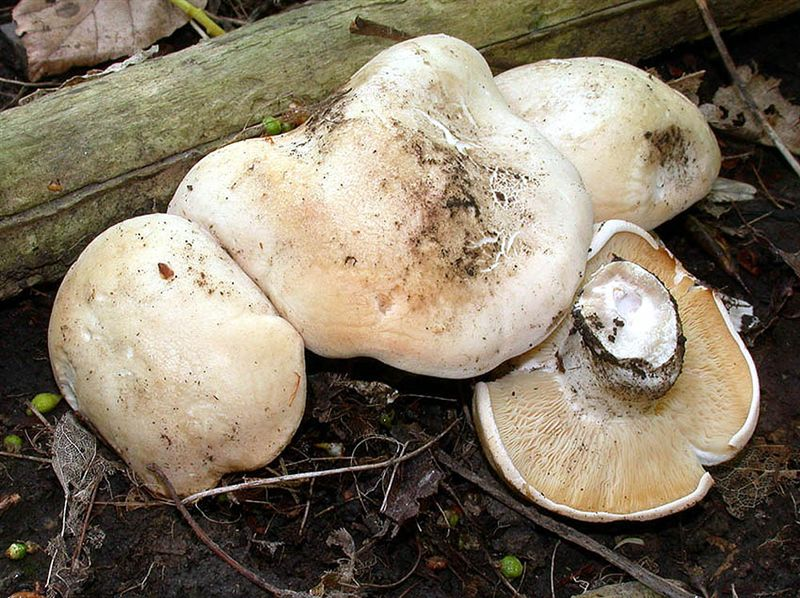
Altri carpofori della specie in questione